# Ironton (Missouri)
Ironton é uma cidade localizada no estado americano de Missouri, no Condado de Iron.

## Demografia
Segundo o censo americano de 2000, sua população era de 1471 habitantes.
Em 2006, foi estimada uma população de 1369, um decréscimo de 102 (-6.9%).

## Geografia
De acordo com o United States Census Bureau, Ironton tem uma área de 3,6 km², dos quais 3,5 km² cobertos por terra e 0,1 km² cobertos por água. Localiza-se a aproximadamente 277 m acima do nível do mar.

## Localidades na vizinhança
O diagrama seguinte representa as localidades num raio de 24 km ao redor de Ironton.